# Fierville-Bray
Fierville-Bray település Franciaországban, Calvados megyében. Lakosainak száma 483 fő (2018. január 1.). Fierville-Bray Airan, Billy, Le Bû-sur-Rouvres, Condé-sur-Ifs, Poussy-la-Campagne, Saint-Sylvain és Vieux-Fumé községekkel határos.

## Népesség
A település népességének változása:
| Lakosok száma | 237  | 301  | 421  | 426  | 458  | 504  | 524  | 520  | 502  | 483  |
|               | 1975 | 1982 | 1990 | 1999 | 2006 | 2011 | 2013 | 2015 | 2017 | 2018 |